# Phylloscopus kansuensis
A Phylloscopus kansuensis a verébalakúak (Passeriformes) rendjébe, ezen belül a füzikefélék (Phylloscopidae) családjába és a Phylloscopus nembe tartozó faj. Korábban a királyfüzike (Phylloscopus proregulus) alfajának tekintették. 9-10 centiméter hosszú. Költési területe közép-Kína erdős, bokros vidékei, 3200 méteres tengerszint feletti magasságig; nem ismert, hol telel (feltehetően dél-Kínában). Többnyire rovarokkal táplálkozik.

## Fordítás
- Ez a szócikk részben vagy egészben  a   Gansu leaf warbler című angol Wikipédia-szócikk fordításán alapul.  Az eredeti cikk szerkesztőit annak laptörténete sorolja fel. Ez a jelzés csupán a megfogalmazás eredetét és a szerzői jogokat jelzi, nem szolgál a cikkben szereplő információk forrásmegjelöléseként.